# Merosargus beameri
Merosargus beameri är en tvåvingeart som beskrevs av James 1941. Merosargus beameri ingår i släktet Merosargus och familjen vapenflugor. Inga underarter finns listade i Catalogue of Life.